# Seleção Costarriquenha de Handebol Masculino
A Seleção Costarriquenha de Handebol Masculino é a equipe que representa a Costa Rica nas competições internacionais de handebol organizadas pela Confederação Sul e Centro Americana de Handebol (SCAHC), pela Federação Internacional de Handebol (IHF) e pelo Comitê Olímpico Internacional (COI), e é governada pela Federación Costarricense de Balonmano.

## Histórico
A Federação Costarriquenha de Handebol é membro da IHF desde 1992 . Em nível continental, foi integrante da Federação Pan-Americana de Handebol. Desde a divisão em duas associações, faz parte da SCAHC.

## Competições

### Campeonato Pan-Americano
| Ano  | Fase                      | Posição | JG | V | E | D | GF | GS  | DF  |
| ---- | ------------------------- | ------- | -- | - | - | - | -- | --- | --- |
| 1996 | Decisão do 7º ao 8º lugar | 5º      | 5  | 1 | 0 | 4 | 90 | 158 | -68 |

### Campeonato Sul e Centro-Americano de Handebol Masculino
| Ano  | Fase                      | Posição | JG | V | E | D | GF  | GS  | DF   |
| ---- | ------------------------- | ------- | -- | - | - | - | --- | --- | ---- |
| 2022 | Decisão do 5º ao 6º lugar | 6º      | 5  | 1 | 0 | 4 | 113 | 156 | −43  |
| 2024 | Fase única                | 6º      | 5  | 0 | 0 | 5 | 87  | 195 | -108 |

### Campeonato Centro-Americano de Handebol Masculino
| Ano  | Fase       | Posição | JG | V | E | D | GF  | GS  | DF  |
| ---- | ---------- | ------- | -- | - | - | - | --- | --- | --- |
| 2013 | Fase única | 2º      | 4  | 3 | 0 | 1 | 113 | 112 | +1  |
| 2015 | Fase única | 2º      | 4  | 3 | 0 | 1 | 121 | 78  | +43 |
| 2017 | Fase única | 2º      | 4  | 2 | 1 | 1 | 103 | 94  | +9  |
| 2021 | Fase única | 1º      | 2  | 2 | 0 | 0 | 79  | 50  | +29 |
| 2023 | Fase única | 1º      | 4  | 4 | 0 | 0 | 129 | 94  | +35 |

### Jogos Centro-Americanos
| Ano                   | Fase       | Posição | JG | V | E | D | GF  | GS  | DF  |
| --------------------- | ---------- | ------- | -- | - | - | - | --- | --- | --- |
| Cidade do Panamá 2010 | Fase única | 4º      | 4  | 2 | 0 | 2 | 78  | 93  | −15 |
| San José 2013         | Fase única | 3º      | 4  | 2 | 1 | 1 | 98  | 103 | −5  |
| Manágua 2017          | Fase única | 2º      | 4  | 3 | 0 | 1 | 107 | 82  | +25 |

### Jogos Centro-Americanos e do Caribe
| Ano               | Fase                      | Posição | JG | V | E | D | GF  | GS  | DF  |
| ----------------- | ------------------------- | ------- | -- | - | - | - | --- | --- | --- |
| Veracruz 2014     | Decisão do 7º ao 8º lugar | 8º      | 5  | 0 | 0 | 5 | 93  | 135 | -42 |
| Barranquilla 2018 | Decisão do 7º ao 8º lugar | 7º      | 5  | 1 | 0 | 4 | 104 | 135 | -31 |
| San Salvador 2023 | Decisão do 5º ao 6º lugar | 6º      | 5  | 1 | 1 | 3 | 137 | 161 | +24 |

### Campeonato das Nações Emergentes da América do Sul e Central da IHF
| Ano  | Fase                      | Posição | JG | V | E | D | GF  | GS  | DF  |
| ---- | ------------------------- | ------- | -- | - | - | - | --- | --- | --- |
| 2018 | Decisão do 5º ao 6º lugar | 5º      | 5  | 4 | 0 | 1 | 179 | 124 | +55 |